# Eftimie
Eftimie fue un monje y cronista moldavo que vivió en el siglo XVI, discípulo y abad de Macarie en el monasterio de Căpriana en Besarabia. Escribió en eslavo antiguo una crónica a instancias de Alexandru Lăpușneanu sobre la historia de Moldavia entre los años 1541-1554, que en realidad es una continuación de la crónica de Macarie. Esta crónica es un documento importante por la información que contiene en el contexto de los acontecimientos en Moldavia.